# NGC 7686
NGC 7686 je otevřená hvězdokupa v souhvězdí Andromedy vzdálená od Země asi 5 000 světelných let. Její hvězdná velikost je 5,7. Objevil ji William Herschel 3. prosince 1787.

## Pozorování

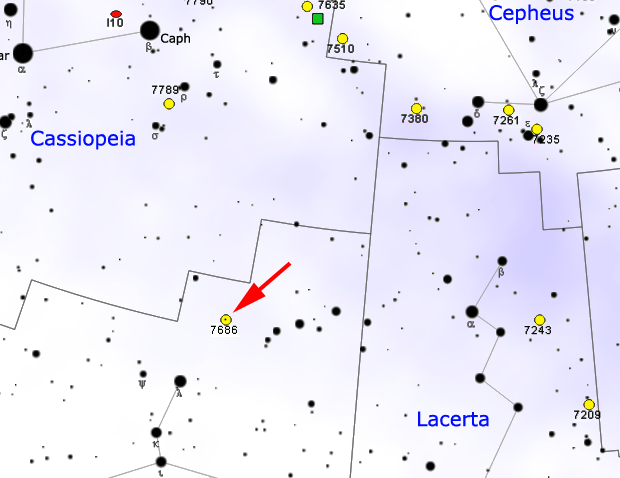
Poloha NGC 7686 v souhvězdí Andromedy

Hvězdokupa leží v severozápadním výběžku souhvězdí blízko hranice se souhvězdím Kasiopeji, asi 3° severozápadně od hvězdy λ And.
Leží na okraji pásu Mléčné dráhy v oblasti oblohy, která je chudá na jasné hvězdy. Nejvýraznějším členem hvězdokupy je oranžová hvězda s hvězdnou velikostí 6,1 označená HD 221246. Druhá nejjasnější hvězda má hvězdnou velikost 8 a ostatní slabší členové mají velikost 9 až 11, takže se těžko rozeznávají od hvězdného pozadí, které je bohaté na slabší hvězdy.
Na rozložení hvězdokupy stačí i obyčejný triedr 10×50 a malý dalekohled ji rozloží i při malém zvětšení na přibližně 20 hvězd. Ve větších dalekohledech tato hvězdokupa nevypadá moc pěkně, protože je málo zhuštěná.
Hvězdokupa má střední severní deklinaci, což je výhoda pro pozorovatele na severní polokouli, kde je hvězdokupa cirkumpolární, a to až po střední zeměpisné šířky. Naopak na jižní polokouli v oblastech více vzdálených od rovníku vychází pouze nízko nad severní obzor. Nejvhodnější období pro její pozorování na večerní obloze je od srpna do ledna.

## Historie pozorování
Hvězdokupu objevil William Herschel 3. prosince 1787 pomocí zrcadlového dalekohledu o průměru 18,7 palce. Jeho syn John ji později znovu pozoroval a zařadil ji do svého katalogu mlhovin a hvězdokup General Catalogue of Nebulae and Clusters pod číslem 2249.

## Vlastnosti
NGC 7686 je výrazná hvězdokupa, ale přesto je málo známá a studovaná. Od Země je vzdálená asi 5 000 světelných let a leží v rameni Orionu ve velké galaktické šířce.
Hvězdokupě vévodí hvězda HD 221246, což je oranžový obr, který je spektrální třídy K3III, ale který může z pohledu ze Země ležet před hvězdokupou. Mezi skutečnými členy hvězdokupy je známo několik hvězd spektrálních tříd A a G, ale většina ostatních méně jasných členů je třídy F, mají také oranžovou barvu a pokročilé stáří. Čtyři její členové jsou navíc krátkoperiodické proměnné hvězdy.